# Klimatický model
Klimatický model představuje fyzikální, chemické a biologické procesy, které působí na klimatický systém.

Přestože se výzkumníci pokoušejí zahrnout do modelů co nejvíce procesů, zjednodušení skutečného klimatického systému omezením výpočetním kapacitám a omezením znalostí klimatického systému jsou nevyhnutelná. Výsledky modelů se mohou také lišit díky různým vstupům skleníkových plynů a klimatické citlivosti modelu. Například nejistota v projekcích IPCC z roku 2007 je způsobena:
1. používáním více modelů[2] s rozdílnou citlivostí na koncentrace skleníkových plynů,[3]
2. použitím rozdílných odhadů budoucích antropogenních emisí skleníkových plynů,[2]
3. jakýmikoliv dalšími emisemi z klimatické zpětné vazby, které nebyly zahrnuty do modelů IPCC používaných k přípravě zprávy, např. uvolňování skleníkových plynů z permafrostu.[4]

Modely nepředpokládají, že klima se zahřeje kvůli rostoucím koncentracím skleníkových plynů. Namísto toho předpovídají, jak budou skleníkové plyny interagovat s radiačním přenosem a jinými fyzikálními procesy. Ohřev nebo chlazení jsou tedy výsledkem, ne předpokladem modelů.
Zvláště obtížné je předvídat oblačnost a její účinky; jejich modelování je důležitým tématem výzkumu 20. let 21. století. Zlepšení zastoupení modelů mraků je proto důležitým tématem v současném výzkumu.
 Dalším významným výzkumným tématem je rozšiřování a zlepšování reprezentace uhlíkového cyklu.
Modely jsou také používány k tomu, aby pomohly zkoumat příčiny klimatických změn v nedávné minulosti. Zatímco pro období 1910–1945 modely neurčují jednoznačně, zda se jednalo o změny přírodní či antropogenní, pro oteplování od roku 1970 dominují jako příčina jasně antropogenní emise skleníkových plynů.

Správnost modelů je testována zkoumáním jejich schopnosti simulovat současné nebo minulé klima.
 Klimatické modely se pro 20. století relativně dobře shodují s pozorovanými průměry globálních teplotních, ale nesimulují správně všechny aspekty klimatu.
 Například úbytek ledu v Antarktidě byl rychlejší, než bylo předpovídáno. Srážky vzrostly proporcionálně s atmosférickou vlhkostí, a tudíž výrazně rychleji, než předpokládají globální klimatické modely. Od roku 1990 se také zvýšila hladina moře podstatně rychleji, než předpokládaly modely. V roce 2017 Spojené státy zveřejnily národní hodnocení klimatu, kde se uvádí, že „klimatické modely stále podceňují vývoj oteplování nebo chybí příslušné procesy zpětné vazby.“
Pro předpověď budoucího vývoje globálního oteplování používají vědci hierarchickou řadu klimatických modelů od jednoduchých přes středně složité až po komplexní klimatické modely a modely systému Země (Earth System models, ESM). Všechny tyto modely se snaží simulovat budoucí změny klimatu na základě různých scénářů antropogenního vlivu. V simulacích pro Pátou hodnotící zprávu IPCC byly v rámci projektu CMIP5 (Coupled Model Intercomparison Project Phase 5) Světového programu výzkumu klimatu (WCRP) jako scénáře nově využity tzv. reprezentativní směry vývoje koncentrací (RCP). Modely v současné době počítají s antropogenními i přírodními vlivy. Mezi antropogenní vlivy jsou započítávány změny koncentrací plynů s dlouhou životností v atmosféře (CO2, CH4, halogenovaných uhlovodíků a N2), plynů s krátkou životností v atmosféře (CO, NMVOC a NOx), aerosolů a jejich prekurzorů, změn oblačnosti vlivem aerosolů a změn albeda v důsledku změn využití půdy. Mezi přírodní vlivy jsou započítány změny příkonu slunečního záření. Zatímco spolehlivost určení vlivu skleníkových plynů a aerosolů je v modelech vysoká, až velmi vysoká, vlivy plynů s krátkou životností, vliv změn albeda a změn v příkonu slunečního záření je v modelech určena se střední spolehlivostí, nejméně spolehlivé v modelech je určení vlivů změn oblačnosti vlivem aerosolů.

Modelování podle všech scénářů ukazuje, že: „další emise skleníkových plynů způsobí další oteplení a změny ve všech složkách klimatického systému. Omezení klimatické změny bude vyžadovat podstatné a trvalé snižování emisí skleníkových plynů“.

Modelování vývoje klimatu do konce 21. století předpovídá nárůsty průměrných globálních teplot při povrchu a vzestup hladiny moří podle různých scénářů. Všechny scénáře ukazují změny proti průměru let 1986–2005. Podle scénáře RCP 2.6, který počítá s prakticky okamžitým výrazným snižováním produkce skleníkových plynů, by měly průměrné teploty v letech 2046–2065 narůst o 1,0 (0,4 až 1,6) °C, v letech 2081–2100 pak už nepředpokládá další růst teplot – 1,0 (0,3 až 1,7)°C. V případě vzestupu hladiny moří předpokládá tento scénář vzestup o 0,24 (0,17 až 0,32) m v letech 2046–2065 a 0,4 (0,26 až 0,55) m v letech 2081–2100. Podle scénáře RCP 8.5, který počítá s produkcí skleníkových plynů prakticky bez omezení, by měly průměrné teploty v letech 2046–2065 narůst o 2,0 (1,4 až 2,6) °C, v letech 2081–2100 pak o 3,7 (2,6 až 4,8) °C proti současným teplotám. V případě vzestupu hladiny moří předpokládá tento scénář vzestup o 0,30 (0,22 až 0,38) m v letech 2046–2065 a 0,63 (0,45 až 0,82) m v letech 2081–2100.
Podle modelů v IPCC AR5 bude oteplování nadále vykazovat variabilitu mezi jednotlivými roky a dekádami a nebude stejné ve všech oblastech. Modely předpokládají zvyšování rozdílů srážkových úhrnů mezi vlhkými a suchými oblastmi a mezi suchými a vlhkými obdobími s regionálními výjimkami. Předpokládají také, že teplo v oceánech bude pronikat z povrchu do hlubokých vrstev oceánu a ovlivní cirkulaci vody v oceánu. Bude pokračovat acidifikace oceánů. Dojde také k pokračujícímu tání ledovců – globální objem ledovců bude nadále klesat. Z historických dat je ale pozorován pokles variability klimatu s růstem teplot. To odpovídá i jistým modelům. Klimatická změna způsobená člověkem tak může odvrátit následující dobu ledovou.